# Chaetolopha
Chaetolopha là một chi bướm đêm thuộc họ Geometridae.

## Các loài
- Chaetolopha decipiens (Butler, 1886)
- Chaetolopha emporias (Turner, 1904)
- Chaetolopha leucophragma (Meyrick, 1891)
- Chaetolopha niphosticha (Turner, 1907)
- Chaetolopha oxyntis (Meyrick, 1891)